# Релятивістський струмінь

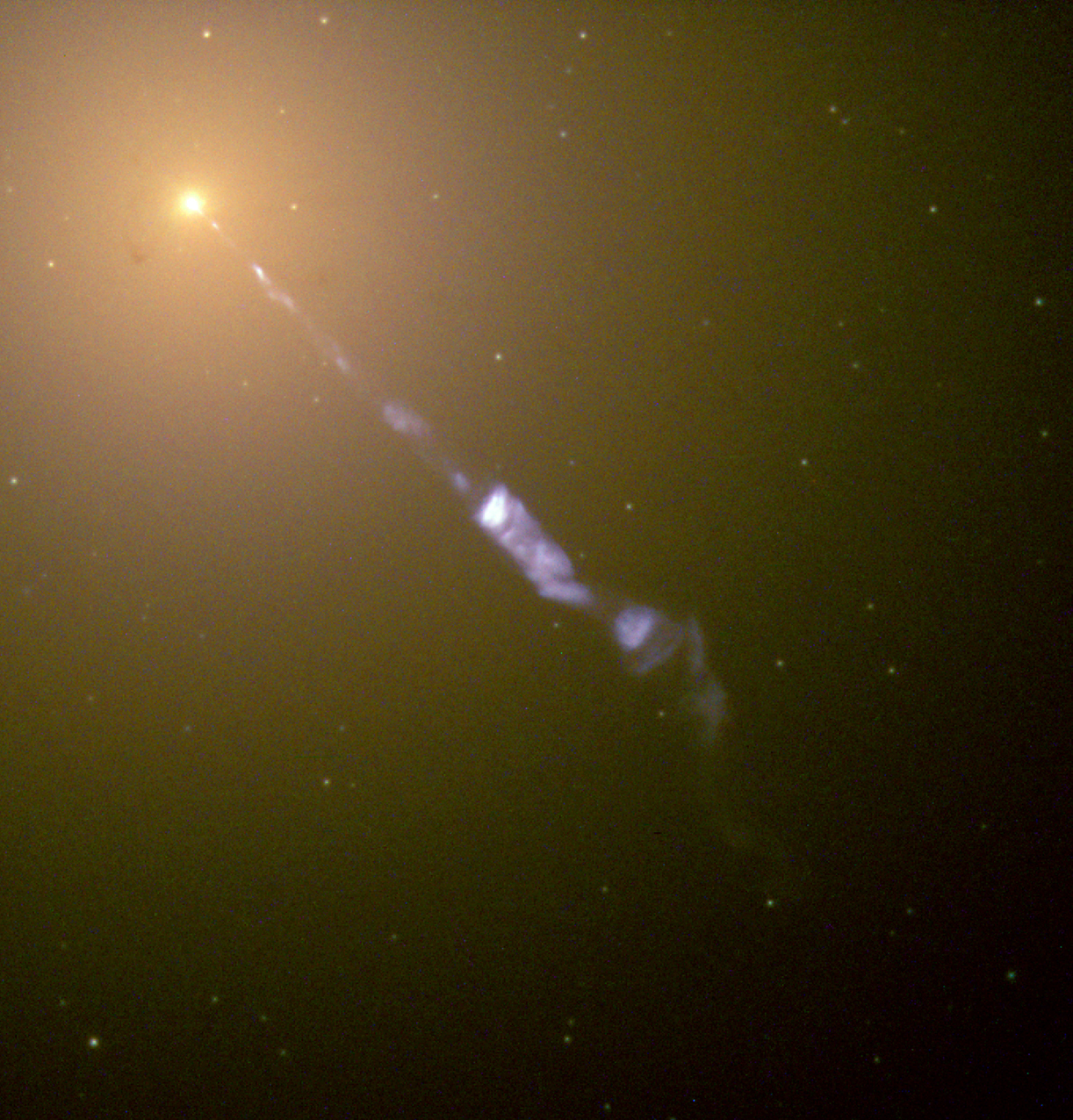
Активна гігантська еліптична галактика M87. З центру галактики виривається релятивістський струмінь; другий струмінь, можливо, існує, але він переважно випромінює енергію в іншому напрямку, тому його видно слабкіше, почасти через дещо змінений спектр внаслідок ефекту Доплера — можливий конфлікт з характеристиками телескопа. Одна з можливих причин низької яскравості — зміщення джерела джета.

Релятивістські струмені, джети (англ. relativistic jet) — колімовані струмені плазми, що вириваються з центрів (ядер) таких астрономічних об'єктів як активні галактики, квазари й радіогалактики. Першим такий струмінь виявив астроном Гебер Кертіс у 1918 році. Пізніше Стівен Гокінг показав, що джерелом енергії для джетів можуть бути чорні діри.
У рідкісних випадках, коли струмінь із ядра галактики спрямований у бік земного спостерігача, такі об'єкти називають блазарами.
Також, джетами називають подібні, але менші за розміром і енергетичним масштабом струмені, джерелами яких є нейтронні зорі або протозорі.

## Причини виникнення
Коли газ падає на чорну діру, він не потрапляє під гравітаційний радіус одразу, а натомість формує тонкий акреційний диск, радіусом на порядок більшим за розміри самої чорної діри, де тривалий час обертається, рухаючись по спіралі і поступово втрачаючи енергію. Диск розігрівається до величезних температур, а також створює потужне магнітне поле. Теорія акреційних дисків ще не до кінця сформульована, але відомо, що поведінка речовини в диску залежить від швидкості обертання діри а також безрозмірнісного параметру акреції, який дорівнює відношенню швидкості притоку маси в диск до маси Еддінгтона: 
{\displaystyle {\dot {m}}={\dot {M}}{\frac {\sigma _{T}c}{4\pi GMm_{p}}}}
Відомо, що джети зʼявляються біля активних ядер галактик, що містять чорні діри, швидкість обертання яких порівняно висока, й акреційний диск яких має сильніше магнітне поле. Також, струмені утворюються в найближчих до чорної діри частинах диску. 
Безпосереднім джерелом енергії струменя є або потенціальна енергія речовини що падає на діру, або ж енергія що запасена у обертальному русі самої діри (в останньому випадку вона може видобуватися за допомогою  процесу Блендфорда-Знаєка але є і альтернативні підходи).
Механізм утворення джетів від нейтронних або молодих зір недостатньо вивчений, але також повʼязаний з акреційними дисками навколо них. За оцінками, джети масивних молодих зір можуть існувати протягом кількох десятків тисячоліть після їх утворення.

## Швидкість релятивістських струменів
Під час спостереження руху релятивістського струменя на небесній сфері може виникнути видимість руху з надсвітловою швидкістю, проте це не є порушенням спеціальної теорії відносності, оскільки такий рух є лише ілюзією.
Теоретичне обґрунтування цього явища надав англійський астрофізик Мартін Ріс 1966 року. Уявімо, що викид (струмінь) речовини з центру джерела рухається з деякою досить великою (але досвітловою) швидкістю в бік спостерігача. Для простоти, будемо вважати центр об'єкта нерухомим щодо спостерігача. Сигнал від ближчих до спостерігача частин струменя випромінюється в пізніші моменти часу (у порівнянні з сигналом від нерухомого центру). Отже, вимірювана спостерігачем проєкція швидкості на картинну площину (тобто площину, перпендикулярну до променя зору) буде більшою швидкості, що обчислюється, якби ближня частина струменя і центр спостерігалися одночасно. При деякій орієнтації видима швидкість стає більшою справжньої швидкості руху v в γ разів, де γ — Лоренц-фактор {\displaystyle (\gamma =1/{\sqrt {1-(v/c)^{2}\,}})}. У деяких випадках спостерігається Лоренц-фактор близько 10. Надсвітловий рух джерел, таким чином, є доказом існування релятивістських викидів із ядер галактик і квазарів. Спостереження методом РНДБ довели, що понадсвітловий рух компонент дуже типовий для цих об'єктів.

## Галерея

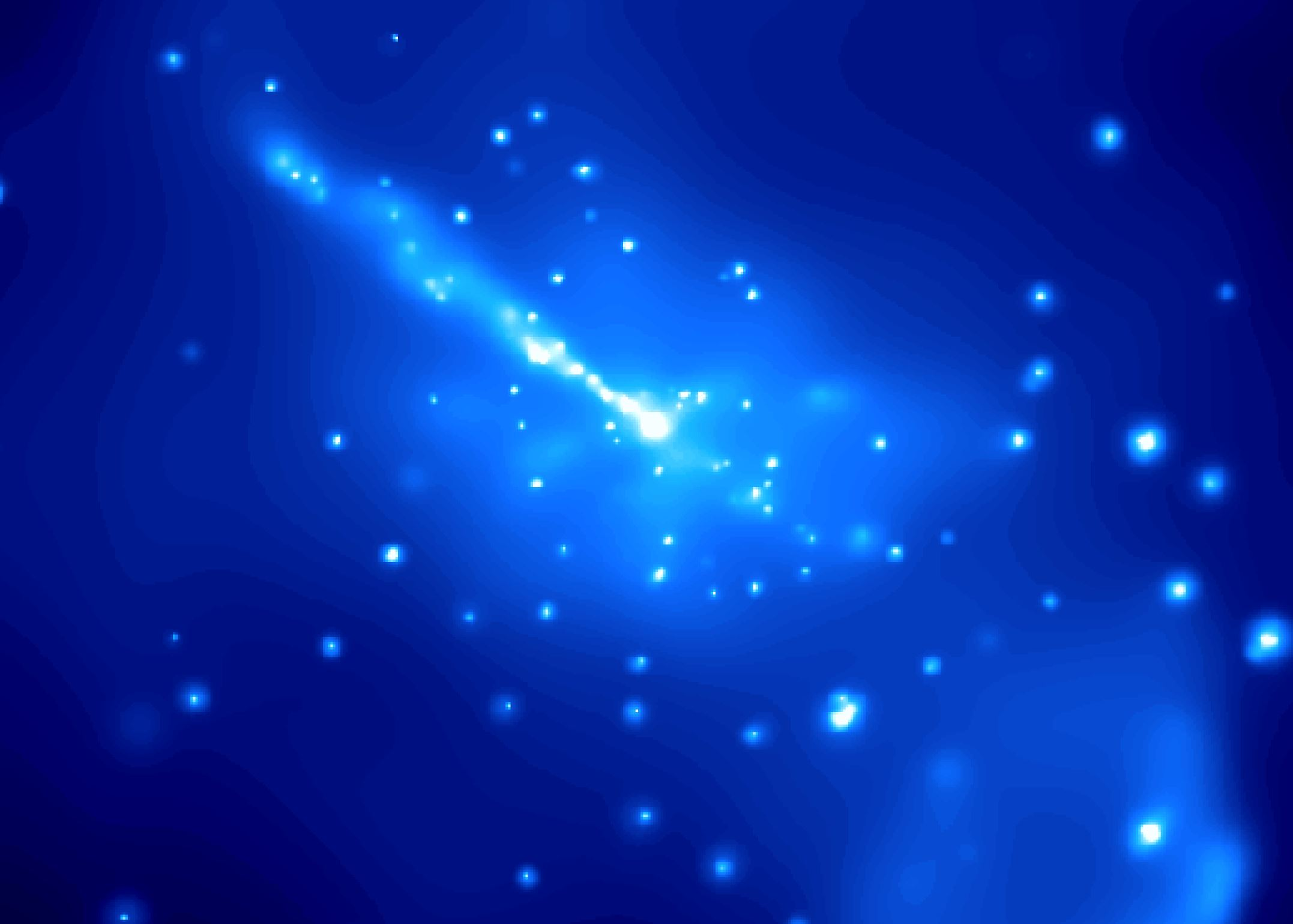
Центавр A у рентгенівських хвилях показує релятивістський струмінь
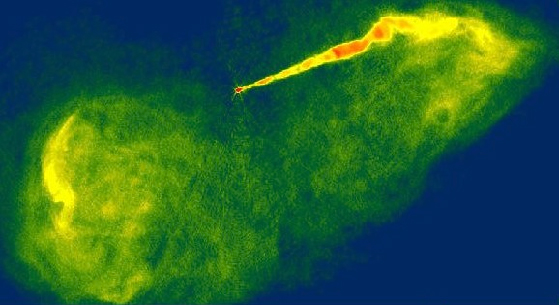
Джет галактики M87, зафіксований Дуже великим масивом на радіо-хвилях (у порівнянні з зображенням на початку статті поле огляду більше й повернуте).
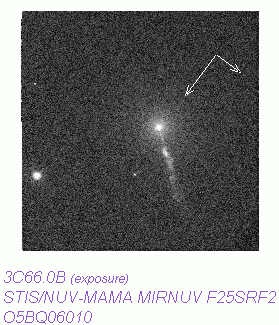
Фото "Hubble Legacy Archive" джета в галактиці 3C 66B[en] (у частині спектру, близькій до ультрафіолету)
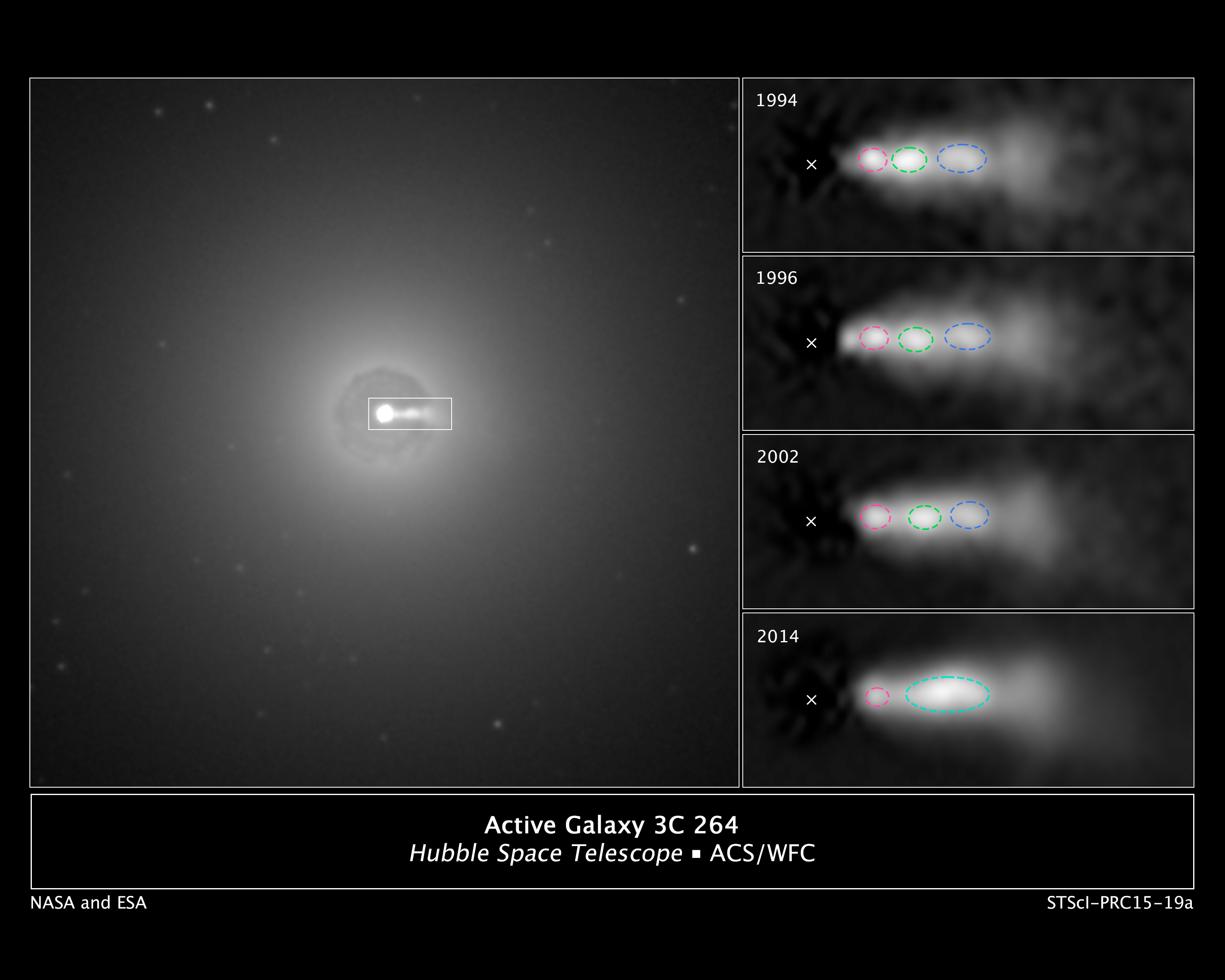
Галактика NGC 3862, її позагалактичний струмінь речовини, який рухається майже зі швидкістю світла, можна побачити на позиції 3 години.